# Georg Wannagat
Georg Wannagat (né le 26 juin 1916 - mort le 7 septembre 2006) est un juriste allemand.

## Biographie
Georg Wannagat fait des études de droit à l'université de Varsovie puis à l'université d'Erlangen-Nuremberg. Il est connu notamment pour ses nombreux écrits sur le droit social et pour sa fonction de président du Tribunal social fédéral du 1er novembre 1968 au 30 juin 1984.